# 統合幕僚長
統合幕僚長（とうごうばくりょうちょう、英: Chief of Staff, Joint Staff）は、統合幕僚監部の長で、自衛官の最高位者である。階級は陸将、海将または空将のいずれか。陸上幕僚長・海上幕僚長・航空幕僚長とは兼任せず、慣例的に陸上幕僚長、海上幕僚長または航空幕僚長の中から持ち回りで選出・任命される。警察庁長官および各省事務次官と同等の政令指定職8号。

## 職能の変遷

### 三自衛隊の調整役としての統合幕僚会議議長（2006年まで）
統合幕僚長の前身は統合幕僚会議議長（とうごう-ばくりょう-かいぎ-ぎちょう）、略して統幕議長（とうばくぎちょう）であり、現在の統合幕僚監部の前身にあたる統合幕僚会議の長であった。2006年までは自衛隊では陸・海・空の各自衛隊ごとの運用が基本とされていたため、自衛官最高位の統合幕僚会議議長の主たる職能は、防衛大臣の補佐役と陸・海・空の三自衛隊の調整役であり、陸上幕僚長、海上幕僚長、航空幕僚長の各幕僚長に対する明確な指揮権は無く、部隊指揮においては2つ以上の自衛隊が統合編制した時のみ担うことができるとされた。最後の統合幕僚会議議長は、2004年（平成16年）8月30日に就任した先崎一陸将である。

### フォースユーザーの最高位としての統合幕僚長への官名変更（2006年から2025年まで）
三自衛隊の統合運用の重要性が増してきたことを受けて、2006年（平成18年）3月27日に「統合幕僚会議」および「同事務局」が「統合幕僚監部」に改編され、統合幕僚会議議長も統合幕僚長となった。統合幕僚長への変更に伴って三自衛隊の統合運用が基本となり、常時三自衛隊を統合運用する最高のフォースユーザーとしての統合幕僚長の立場が明確化され、統合幕僚長に各幕僚長への指揮権が与えられた。
陸海空自衛隊の運用に関し一元的に防衛大臣を補佐し、統合幕僚監部の所掌事務に係る大臣の指揮命令は、全て統合幕僚長を通じて行った（統合幕僚監部の所掌事務に係らないものは、陸海空各幕僚長を通じて行った）。部隊運用に際しては、フォースプロバイダー（練度管理責任者）の陸上幕僚長、海上幕僚長、航空幕僚長から提供された各自衛隊の部隊を、自衛官最高位のフォースユーザー（事態対処責任者）として、陸自の陸上総隊司令官や方面総監、海自の自衛艦隊司令官や地方総監、空自の航空総隊司令官に大臣の命令を執行した。共同の部隊や特別の部隊（統合任務部隊）への防衛大臣の命令も、統合幕僚長が執行した。また、アメリカ統合参謀本部議長のカウンターパートの役割も果たした。
つまり法形式上は、防衛大臣が指揮命令をし、統合幕僚長は大臣の補佐および命令の執行をするが、実質上は統合幕僚長の指揮と言える。また、統合幕僚長は職務を行うにあたり、陸海空各幕僚長に対し、必要な措置をとらせることができるとされた。
- 2025年までの防衛大臣からの指揮監督系統[11]

| 部隊運用   | 部隊運用   | 部隊運用   | 部隊運用   | 部隊運用   | 部隊運用   |  |  | 防衛大臣           | 防衛大臣 | 防衛大臣 | 防衛大臣 | 防衛大臣 | 防衛大臣 |  |  |              |              |              |              |              |              |                |
| 部隊運用   | 部隊運用   | 部隊運用   | 部隊運用   | 部隊運用   | 部隊運用   |  |  | 防衛大臣           | 防衛大臣 | 防衛大臣 | 防衛大臣 | 防衛大臣 | 防衛大臣 |  |  |              |              |              |              |              |              |                |
| 統合幕僚長 | 統合幕僚長 | 統合幕僚長 | 統合幕僚長 | 統合幕僚長 | 統合幕僚長 |  |  |                    |          |          |          |          |          |  |  | 部隊運用以外 | 部隊運用以外 | 部隊運用以外 | 部隊運用以外 | 部隊運用以外 | 部隊運用以外 |                |
| 統合幕僚長 | 統合幕僚長 | 統合幕僚長 | 統合幕僚長 | 統合幕僚長 | 統合幕僚長 |  |  |                    |          |          |          |          |          |  |  | 部隊運用以外 | 部隊運用以外 | 部隊運用以外 | 部隊運用以外 | 部隊運用以外 | 部隊運用以外 | 陸海空各幕僚長 |
|            |            |            |            |            |            |  |  |                    |          |          |          |          |          |  |  |              |              |              |              |              |              |                |
|            |            |            |            |            |            |  |  | 統合任務部隊指揮官 |          |          |          |          |          |  |  |              |              |              |              |              |              |                |
|            |            |            |            |            |            |  |  |                    |          |          |          |          |          |  |  |              |              |              |              |              |              |                |
|            |            |            |            |            |            |  |  |                    |          |          |          |          |          |  |  |              |              |              |              |              |              |                |
|            |            |            |            |            |            |  |  | 陸上総隊司令官等   |          |          |          |          |          |  |  |              |              |              |              |              |              |                |
|            |            |            |            |            |            |  |  |                    |          |          |          |          |          |  |  |              |              |              |              |              |              |                |
|            |            |            |            |            |            |  |  | 自衛艦隊司令官等   |          |          |          |          |          |  |  |              |              |              |              |              |              |                |
|            |            |            |            |            |            |  |  |                    |          |          |          |          |          |  |  |              |              |              |              |              |              |                |
|            |            |            |            |            |            |  |  | 航空総隊司令官等   |          |          |          |          |          |  |  |              |              |              |              |              |              |                |
|            |            |            |            |            |            |  |  |                    |          |          |          |          |          |  |  |              |              |              |              |              |              |                |

|                | 統合幕僚長                                                  | 陸海空各幕僚長                                      |
| -------------- | ----------------------------------------------------------- | --------------------------------------------------- |
| 防衛大臣の補佐 | 自衛隊の運用に関して軍事専門的観点 からの補佐を一元的に行う | 各自衛隊の隊務(運用を除く)に関する 専門的助言を行う |
| 部隊への権限   | フォースユーザー                                            | フォースプロバイダー                                |
| 対象となる部隊 | 3自衛隊・共同の部隊・統合任務部隊                           | 各自衛隊                                            |

### 統合作戦司令官創設による大臣補佐への特化（2025年以降）
2025年までの統合幕僚長は、アメリカ合衆国の場合と例示・比較し、文民の最高司令官であるアメリカ合衆国大統領と国防長官の最高軍事補佐機関であるスタッフとしての統合参謀本部議長の職務と、最高司令官の命令を武官として最高の立場で指揮するラインとしての統合軍司令官の機能を併存させていた。そのため、大規模災害や有事の際に、内閣総理大臣や防衛大臣への補佐と各部隊への指揮という2つの任務に忙殺され対応できない可能性も指摘されるようになっていた。
2012年（平成24年）11月の「東日本大震災への対応に関する教訓事項（最終とりまとめ）」においては、統合幕僚長の防衛大臣に対する補佐と部隊指揮は両立し得たものの、統合幕僚監部の業務増大に伴う様々な機能強化が必要と提言され、運用部副部長の設置等が必要とされた。
そして2010年代半ばには、運用機能の更なる強化手法として、統合幕僚監部から隷下の運用部を切り離すなどして、新たに統合幕僚監部とは別の常設の「統合司令部」を創設、「統合司令官」のポストを新設してこれに部隊運用に行わせ、統合幕僚長を大臣補佐に専念させる構想が検討され始めた。
2022年（令和4年）6月6日、中国の海洋進出により台湾有事の可能性が高まっていること、宇宙・サイバー・電磁波などの安全保障の新領域へ対応するために、新たに統合司令部を創設して新設する統合司令官を部隊運用に専念させることへの本格的な検討に入ったと報じられた。
そして2022年（令和4年）12月16日に閣議決定された防衛力整備計画（旧・中期防衛力整備計画）において、常設の統合司令部が設立される方針が示された。報道によれば規模は400人程度（ただし、設立当初は240人程度）とされ、2024年（令和6年）度中の設立を目指して調整しているとされている。設置場所としては、陸海空の各自衛隊がそれぞれの拠点の近くに統合司令部を置きたいという狙いもあって、陸上総隊司令部が置かれる朝霞駐屯地や、航空総隊司令部や在日米軍司令部がある横田基地、自衛艦隊司令部や米海軍第7艦隊の事実上の母港である横須賀海軍施設がある横須賀基地を候補地とする見方もあったが、市ヶ谷に置かれる方針が決定している。
2024年（令和6年）5月10日、統合作戦司令部や統合作戦司令官の設置を盛り込んだ防衛省設置法等の一部を改正する法律（令和6年法律第24号）が成立し、2025年（令和7年）3月24日に統合作戦司令官 / 統合作戦司令部が設置されたことに伴い、統合幕僚長の職務から部隊運用に関する権限が分離し、防衛大臣や内閣総理大臣の補佐に注力できることになった。
- アメリカ軍とのカウンターパート比較（統合作戦司令部設置前）

|  |  | 自衛隊     | 自衛隊     | 自衛隊     | 自衛隊     | 自衛隊      | 自衛隊      |             |             |             |             |          |          |                   |                   |                   |                   | アメリカ軍            | アメリカ軍        | アメリカ軍     | アメリカ軍     | アメリカ軍     | アメリカ軍     |  |  |  |  |  |  |          |          |          |          |          |          |
|  |  | 自衛隊     | 自衛隊     | 自衛隊     | 自衛隊     | 自衛隊      | 自衛隊      | 防衛大臣    | 防衛大臣    | 防衛大臣    | 防衛大臣    | 防衛大臣 | 防衛大臣 |                   |                   |                   |                   | アメリカ軍            | アメリカ軍        | アメリカ軍     | アメリカ軍     | アメリカ軍     | アメリカ軍     |  |  |  |  |  |  | 国防長官 | 国防長官 | 国防長官 | 国防長官 | 国防長官 | 国防長官 |
|  |  |            |            |            |            |             |             | 防衛大臣    | 防衛大臣    | 防衛大臣    | 防衛大臣    | 防衛大臣 | 防衛大臣 |                   |                   |                   |                   |                       |                   |                |                |                |                |  |  |  |  |  |  | 国防長官 | 国防長官 | 国防長官 | 国防長官 | 国防長官 | 国防長官 |
|  |  |            |            |            |            |             |             |             |             | 補佐        |             |          |          |                   |                   |                   |                   |                       |                   |                |                |                |                |  |  |  |  |  |  |          |          |          |          |          |          |
|  |  |            |            |            |            | 統合 幕僚長 | 統合 幕僚長 | 統合 幕僚長 | 統合 幕僚長 | 統合 幕僚長 | 統合 幕僚長 |          |          | 統合参謀 本部議長 | 統合参謀 本部議長 | 統合参謀 本部議長 | 統合参謀 本部議長 | 統合参謀 本部議長     | 統合参謀 本部議長 |                |                |                |                |  |  |  |  |  |  |          |          |          |          |          |          |
|  |  |            |            |            |            | 統合 幕僚長 | 統合 幕僚長 | 統合 幕僚長 | 統合 幕僚長 | 統合 幕僚長 | 統合 幕僚長 |          |          | 統合参謀 本部議長 | 統合参謀 本部議長 | 統合参謀 本部議長 | 統合参謀 本部議長 | 統合参謀 本部議長     | 統合参謀 本部議長 |                |                |                |                |  |  |  |  |  |  |          |          |          |          |          |          |
|  |  |            |            |            |            |             |             |             |             |             |             |          |          |                   |                   |                   |                   |                       |                   |                |                |                |                |  |  |  |  |  |  |          |          |          |          |          |          |
|  |  |            |            |            |            |             |             |             |             |             |             |          |          |                   |                   |                   |                   | インド太平洋軍 司令官 |                   |                |                |                |                |  |  |  |  |  |  |          |          |          |          |          |          |
|  |  |            |            |            |            |             |             |             |             |             |             |          |          |                   |                   |                   |                   |                       |                   |                |                |                |                |  |  |  |  |  |  |          |          |          |          |          |          |
|  |  |            |            |            |            |             |             |             |             | 部隊運用    |             |          |          |                   |                   |                   |                   |                       |                   |                |                |                |                |  |  |  |  |  |  |          |          |          |          |          |          |
|  |  | 自衛隊部隊 | 自衛隊部隊 | 自衛隊部隊 | 自衛隊部隊 | 自衛隊部隊  | 自衛隊部隊  |             |             |             |             |          |          |                   |                   |                   |                   | アメリカ軍部隊        | アメリカ軍部隊    | アメリカ軍部隊 | アメリカ軍部隊 | アメリカ軍部隊 | アメリカ軍部隊 |  |  |  |  |  |  |          |          |          |          |          |          |

- アメリカ軍とのカウンターパート比較（統合作戦司令部設置後）

|  |  | 自衛隊          | 自衛隊          | 自衛隊          | 自衛隊          | 自衛隊          | 自衛隊          |             |             |             |             |          |          |                   |                   |                   |                   | アメリカ軍            | アメリカ軍            | アメリカ軍            | アメリカ軍            | アメリカ軍            | アメリカ軍            |  |  |  |  |  |  |          |          |          |          |          |          |
|  |  | 自衛隊          | 自衛隊          | 自衛隊          | 自衛隊          | 自衛隊          | 自衛隊          | 防衛大臣    | 防衛大臣    | 防衛大臣    | 防衛大臣    | 防衛大臣 | 防衛大臣 |                   |                   |                   |                   | アメリカ軍            | アメリカ軍            | アメリカ軍            | アメリカ軍            | アメリカ軍            | アメリカ軍            |  |  |  |  |  |  | 国防長官 | 国防長官 | 国防長官 | 国防長官 | 国防長官 | 国防長官 |
|  |  |                 |                 |                 |                 |                 |                 | 防衛大臣    | 防衛大臣    | 防衛大臣    | 防衛大臣    | 防衛大臣 | 防衛大臣 |                   |                   |                   |                   |                       |                       |                       |                       |                       |                       |  |  |  |  |  |  | 国防長官 | 国防長官 | 国防長官 | 国防長官 | 国防長官 | 国防長官 |
|  |  |                 |                 |                 |                 |                 |                 |             |             | 補佐        |             |          |          |                   |                   |                   |                   |                       |                       |                       |                       |                       |                       |  |  |  |  |  |  |          |          |          |          |          |          |
|  |  |                 |                 |                 |                 | 統合 幕僚長     | 統合 幕僚長     | 統合 幕僚長 | 統合 幕僚長 | 統合 幕僚長 | 統合 幕僚長 |          |          | 統合参謀 本部議長 | 統合参謀 本部議長 | 統合参謀 本部議長 | 統合参謀 本部議長 | 統合参謀 本部議長     | 統合参謀 本部議長     |                       |                       |                       |                       |  |  |  |  |  |  |          |          |          |          |          |          |
|  |  |                 |                 |                 |                 | 統合 幕僚長     | 統合 幕僚長     | 統合 幕僚長 | 統合 幕僚長 | 統合 幕僚長 | 統合 幕僚長 |          |          | 統合参謀 本部議長 | 統合参謀 本部議長 | 統合参謀 本部議長 | 統合参謀 本部議長 | 統合参謀 本部議長     | 統合参謀 本部議長     |                       |                       |                       |                       |  |  |  |  |  |  |          |          |          |          |          |          |
|  |  |                 |                 |                 |                 |                 |                 |             |             |             |             |          |          |                   |                   |                   |                   |                       |                       |                       |                       |                       |                       |  |  |  |  |  |  |          |          |          |          |          |          |
|  |  | 統合作戦 司令官 | 統合作戦 司令官 | 統合作戦 司令官 | 統合作戦 司令官 | 統合作戦 司令官 | 統合作戦 司令官 |             |             |             |             |          |          |                   |                   |                   |                   | インド太平洋軍 司令官 | インド太平洋軍 司令官 | インド太平洋軍 司令官 | インド太平洋軍 司令官 | インド太平洋軍 司令官 | インド太平洋軍 司令官 |  |  |  |  |  |  |          |          |          |          |          |          |
|  |  | 統合作戦 司令官 | 統合作戦 司令官 | 統合作戦 司令官 | 統合作戦 司令官 | 統合作戦 司令官 | 統合作戦 司令官 |             |             |             |             |          |          |                   |                   |                   |                   | インド太平洋軍 司令官 | インド太平洋軍 司令官 | インド太平洋軍 司令官 | インド太平洋軍 司令官 | インド太平洋軍 司令官 | インド太平洋軍 司令官 |  |  |  |  |  |  |          |          |          |          |          |          |
|  |  |                 |                 |                 |                 |                 |                 |             |             | 部隊運用    |             |          |          |                   |                   |                   |                   |                       |                       |                       |                       |                       |                       |  |  |  |  |  |  |          |          |          |          |          |          |
|  |  | 自衛隊部隊      | 自衛隊部隊      | 自衛隊部隊      | 自衛隊部隊      | 自衛隊部隊      | 自衛隊部隊      |             |             |             |             |          |          |                   |                   |                   |                   | アメリカ軍部隊        | アメリカ軍部隊        | アメリカ軍部隊        | アメリカ軍部隊        | アメリカ軍部隊        | アメリカ軍部隊        |  |  |  |  |  |  |          |          |          |          |          |          |

## 階級章
階級章は、陸海空各幕僚長たる将および統合作戦司令官たる将と同じ4つ星で、旧軍や諸外国軍における大将相当官とされ、左胸（ポケット）には統合幕僚長の身分を示す統合幕僚長章を着用する。この統合幕僚長章はかつては統合幕僚会議議長章であり、1962年（昭和37年）12月1日に4つ星が制定された際、陸海空各幕僚長が左胸に着けていた幕僚長の身分を示す幕僚長章が廃止されたのに対し、本章は初代統幕議長以来、連綿と受け継がれている。

## 退任

### 定年
統合幕僚長と前身の統合幕僚会議議長は自衛官の最上位であるため、退任すなわち退官となる。退官に際しては、皇居への参内と園遊会への招待を受けることが慣例となっている。
陸将・海将・空将たる自衛官は60歳を以て定年退官となるが、統合幕僚長たる陸将、海将、または空将の定年は62歳となっている。自衛隊法第四十五条には定年年長の規定があり、初代・先崎一、第5代・河野克俊と第6代・山崎幸二はその適用を受けている。陸将・海将・空将の定年を超えて統合幕僚長の職位にある自衛官が統合幕僚長の職務を辞任したり、解任された場合はその時点で定年に達したものとみなされ自動的に定年退官となる。

### 退官後の叙勲
日本の叙勲制度では70歳以上が授与対象者となっており、従来は原則として統合幕僚会議議長経験者には瑞宝重光章（旧勲二等瑞宝章）が授与されていたが、内閣総理大臣安倍晋三の「高い士気と誇りを持って任務を遂行できるようにしなければならない。今後も自衛隊員に対し、任務にふさわしい名誉や処遇が与えられるよう不断に検討する」との方針で、2014年（平成26年）から統合幕僚長（旧統合幕僚会議議長）経験者には70歳に達した後に瑞宝大綬章（旧勲一等瑞宝章）が授与されるようになった。

## 歴代の統合幕僚会議議長および統合幕僚長
| 代               | 写真             | 階級             | 氏名             | 在任期間                | 出身校・期                           | 前職             | 備考                                            |
| 統合幕僚会議議長 | 統合幕僚会議議長 | 統合幕僚会議議長 | 統合幕僚会議議長 | 統合幕僚会議議長        | 統合幕僚会議議長                     | 統合幕僚会議議長 | 統合幕僚会議議長                                |
| ---------------- | ---------------- | ---------------- | ---------------- | ----------------------- | ------------------------------------ | ---------------- | ----------------------------------------------- |
| 01               |                  | 陸将             | 林敬三           | 1954.07.01 - 1964.08.13 | 東京帝国大学 昭和4年卒               | 第一幕僚長       | 内務官僚出身                                    |
| 02               |                  | 海将             | 杉江一三         | 1964.08.14 - 1966.04.29 | 海兵56期・ 海大37期                  | 海上幕僚長       |                                                 |
| 03               |                  | 陸将             | 天野良英         | 1966.04.30 - 1967.11.14 | 陸士43期・ 陸大52期                  | 陸上幕僚長       |                                                 |
| 04               |                  | 空将             | 牟田弘國         | 1967.11.15 - 1969.06.30 | 陸士43期                             | 航空幕僚長       |                                                 |
| 05               |                  | 海将             | 板谷隆一         | 1969.07.01 - 1971.06.30 | 海兵60期                             | 海上幕僚長       |                                                 |
| 06               |                  | 陸将             | 衣笠駿雄         | 1971.07.01 - 1973.01.31 | 陸士48期・ 陸大55期                  | 陸上幕僚長       |                                                 |
| 07               |                  | 陸将             | 中村龍平         | 1973.02.01 - 1974.06.30 | 陸士49期・ 陸大56期                  | 陸上幕僚長       |                                                 |
| 08               |                  | 空将             | 白川元春         | 1974.07.01 - 1976.03.15 | 陸航士51期・ 陸大58期                | 航空幕僚長       |                                                 |
| 09               |                  | 海将             | 鮫島博一         | 1976.03.16 - 1977.10.19 | 海兵66期                             | 海上幕僚長       |                                                 |
| 10               |                  | 陸将             | 栗栖弘臣         | 1977.10.20 - 1978.07.27 | 東京帝国大学・ 海軍短現10期          | 陸上幕僚長       | 超法規発言で辞任                                |
| 11               |                  | 陸将             | 高品武彦         | 1978.07.28 - 1979.07.31 | 陸士54期                             | 陸上幕僚長       |                                                 |
| 12               |                  | 空将             | 竹田五郎         | 1979.08.01 - 1981.02.15 | 陸航士55期                           | 航空幕僚長       |                                                 |
| 13               |                  | 海将             | 矢田次夫         | 1981.02.16 - 1983.03.15 | 海兵72期                             | 海上幕僚長       |                                                 |
| 14               |                  | 陸将             | 村井澄夫         | 1983.03.16 - 1984.06.30 | 陸士58期                             | 陸上幕僚長       |                                                 |
| 15               |                  | 陸将             | 渡部敬太郎       | 1984.07.01 - 1986.02.05 | 陸士60期                             | 陸上幕僚長       |                                                 |
| 16               |                  | 空将             | 森繁弘           | 1986.02.06 - 1987.12.10 | 陸航士60期                           | 航空幕僚長       | 旧軍に在籍した最後の自衛官                      |
| 17               |                  | 陸将             | 石井政雄         | 1987.12.11 - 1990.03.15 | 立教大学 昭和28年卒                  | 陸上幕僚長       |                                                 |
| 18               |                  | 陸将             | 寺島泰三         | 1990.03.16 - 1991.06.30 | 東北大学 昭和31年卒                  | 陸上幕僚長       |                                                 |
| 19               |                  | 海将             | 佐久間一         | 1991.07.01 - 1993.06.30 | 防大01期                             | 海上幕僚長       |                                                 |
| 20               |                  | 陸将             | 西元徹也         | 1993.07.01 - 1996.03.24 | 防大03期                             | 陸上幕僚長       | 後に防衛大臣補佐官 （後の防衛大臣政策参与）     |
| 21               |                  | 空将             | 杉山蕃           | 1996.03.25 - 1997.10.12 | 防大04期                             | 航空幕僚長       |                                                 |
| 22               |                  | 海将             | 夏川和也         | 1997.10.13 - 1999.03.30 | 防大06期                             | 海上幕僚長       |                                                 |
| 23               |                  | 陸将             | 藤縄祐爾         | 1999.03.31 - 2001.03.26 | 防大08期                             | 陸上幕僚長       |                                                 |
| 24               |                  | 空将             | 竹河内捷次       | 2001.03.27 - 2003.01.27 | 防大09期                             | 航空幕僚長       | 退任後、防衛省顧問                              |
| 25               |                  | 海将             | 石川亨           | 2003.01.28 - 2004.08.29 | 防大11期                             | 海上幕僚長       |                                                 |
| 末               |                  | 陸将             | 先崎一           | 2004.08.30 - 2006.03.26 | 防大12期                             | 陸上幕僚長       | 初代統合幕僚長へ                                |
| 統合幕僚長       |                  |                  |                  |                         |                                      |                  |                                                 |
| 01               |                  | 陸将             | 先崎一           | 2006.03.27 - 2006.08.03 | 防大12期                             | 統合幕僚会議議長 | 定年延長（3か月） 退任後、JMAS会長              |
| 02               |                  | 海将             | 齋藤隆           | 2006.08.04 - 2009.03.23 | 防大14期                             | 海上幕僚長       | 退任後、防衛省顧問                              |
| 03               |                  | 陸将             | 折木良一         | 2009.03.24 - 2012.01.30 | 防大16期                             | 陸上幕僚長       | 退任後、防衛大臣補佐官 （後の防衛大臣政策参与） |
| 04               |                  | 空将             | 岩崎茂           | 2012.01.31 - 2014.10.13 | 防大19期                             | 航空幕僚長       | 退任後、防衛大臣政策参与                        |
| 05               |                  | 海将             | 河野克俊         | 2014.10.14 - 2019.03.31 | 防大21期                             | 海上幕僚長       | 定年延長（3回：2年6か月） 退任後、防衛省顧問    |
| 06               |                  | 陸将             | 山崎幸二         | 2019.04.01 - 2023.03.29 | 防大27期                             | 陸上幕僚長       | 定年延長（1回：3か月）                          |
| 07               |                  | 陸将             | 吉田圭秀         | 2023.03.30 - 2025.07.31 | 東京大学 昭和61年卒 （防大30期相当） | 陸上幕僚長       | 定年延長（2回：9か月）                          |
| 08               |                  | 空将             | 内倉浩昭         | 2025.08.01 -            | 防大31期                             | 航空幕僚長       |                                                 |

## 関連条文
- 自衛隊法（令和六年五月十七日改正時点）

第八条（防衛大臣の指揮監督権）
防衛大臣は、この法律の定めるところに従い、自衛隊の隊務を統括する。ただし、陸上自衛隊、海上自衛隊又は航空自衛隊の部隊及び機関（以下「部隊等」という。）に対する防衛大臣の指揮監督は、次の各号に掲げる隊務の区分に応じ、当該各号に定める者を通じて行うものとする。
一　統合幕僚監部の所掌事務に係る陸上自衛隊、海上自衛隊又は航空自衛隊の隊務　統合幕僚長
二　陸上幕僚監部の所掌事務に係る陸上自衛隊の隊務　陸上幕僚長
三　海上幕僚監部の所掌事務に係る海上自衛隊の隊務　海上幕僚長
四　航空幕僚監部の所掌事務に係る航空自衛隊の隊務　航空幕僚長
第九条（幕僚長の職務）
統合幕僚長、陸上幕僚長、海上幕僚長又は航空幕僚長（以下「幕僚長」という。）は、防衛大臣の指揮監督を受け、それぞれ前条各号に掲げる隊務及び統合幕僚監部、陸上自衛隊、海上自衛隊又は航空自衛隊の隊員の服務を監督する。
２　幕僚長は、それぞれ前条各号に掲げる隊務に関し最高の専門的助言者として防衛大臣を補佐する。
３　幕僚長は、それぞれ、前条各号に掲げる隊務に関し、部隊等に対する防衛大臣の命令を執行する。
第九条の二（統合幕僚長とその他の幕僚長との関係）
統合幕僚長は、前条に規定する職務を行うに当たり、部隊等の運用の円滑化を図る観点から、陸上幕僚長、海上幕僚長又は航空幕僚長に対し、それぞれ第八条第二号から第四号までに掲げる隊務に関し必要な措置をとらせることができる。
- 防衛省設置法（令和六年三月二十一日改正時点）

第二十一条（幕僚長）
統合幕僚監部の長を統合幕僚長とし、陸上幕僚監部の長を陸上幕僚長とし、海上幕僚監部の長を海上幕僚長とし、航空幕僚監部の長を航空幕僚長とする。
２　統合幕僚長は自衛官をもつて、陸上幕僚長は陸上自衛官をもつて、海上幕僚長は海上自衛官をもつて、航空幕僚長は航空自衛官をもつて充てる。統合幕僚長たる自衛官は、自衛官の最上位にあるものとする。
３　幕僚長は、防衛大臣の指揮監督を受け、幕僚監部の事務を掌理する。